# کروموزوم ۱۲ (انسان)

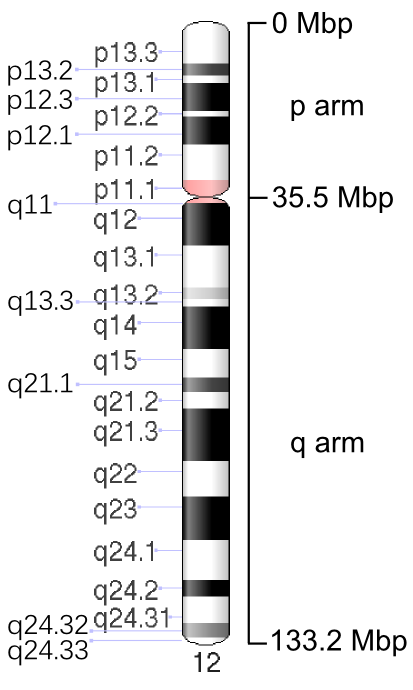
ایدئو گرام کروموزوم ۱۲ (انسان). MBP به معنی مگا جفت باز است. برای مشاهدهٔ دیگر منابع جایگاه کروموزومی را ببینید.

کروموزوم ۱۲ (انسان)، یکی از ۲۳ جفت کروموزوم در بشر است. انسان‌ها به‌طور معمول دو نسخه از این کروموزوم را در سلول‌های خود دارند. کروموزوم ۱۲ از بیش از ۱۳۳ میلیون جفت باز (اجزای تشکیل‌دهندهٔ دی‌ان‌ای) تشکیل یافته و در برگیرندهندهٔ بین ۴ و ۴٫۵ درصد از کل دی‌ان‌ای در سلول‌های انسان‌است.
شناسایی هویت ژن‌ها در هر کروموزوم یکی از زمینه‌های فعال در پژوهش‌های ژنتیکی است. پژوهش‌گران از روش‌های مختلفی برای پیش‌بینی تعداد ژن در هر کروموزوم استفاده می‌کنند، از این رو، شمار تخمینی ژن‌ها در هر کروموزوم همیشه یک‌سان نیست. دانشمندان بر این باورند که کروموزوم ۱۲ می‌تواند در بر گیرندهٔ بین ۱۰۰۰ و ۱۳۰۰ ژن یا بیشتر باشد. (تخمین تازه‌تر شمار ژن‌های این کروموزوم در جعبه اطلاعات ثبت است).

## ژن‌ها
برخی از ژن‌های موجود بر روی کروموزوم ۱۲:

## بیماری‌ها و اختلال‌ها
سندرم اسلر وبر راندو
سندرم کابوکی
متیل مالونیک اسیدمی
حمله خواب
نارکولپسی
نشانگان نونان یا سندرم نونان
بیماری پارکینسون